# Interestatal 215 (Utah)
La Interestatal 215 (I-215) en Utah es una carretera interestatal de 46,584 kilómetro (28,9 mi) de norte-sur y que circunvecina el área metropolitana de Salt Lake City. Comienza al intersecar la interestatal 80 a nivel del Cañón Parleys al este de Salt Lake City en dirección este-oeste y dobla al sur pasando por las ciudades de Millcreek y Holladay. Al cruzar el extremo norte de Cottonwood Heights la interestatal dobla al oeste hasta Taylorsville donde gira al norte hacia Salt Lake City en su extremo oeste pasando por West Valley City. Finalmente se introduce por North Salt Lake en el inicio sur del Condado de Davis hasta hacer intersección terminal con la Interestatal 15 en el extremo noroeste de la ciudad.
La construcción de la interestatal 215 fue propuesta en los años 1950, junto con la I-15 e I-80 para dar apoyo vial a Salt Lake City. Para entonces, sólo dos porciones existían, la porción occidental de la ruta que fue asignada a ser I-215 y la porción oriental recibió el nombre de Interstatal 415. Sin embargo, en 1969 se eliminó la nomenclatura I-415 para que solo un número fuese usado para la carretera. La autopista fue luego construida en segmentos, empezando con una sección acabada en 1963 desde Redwood Road en la ciudad de North Salt Lake hasta la avenida 2100 Norte a nivel del Aeropuerto Internacional de Salt Lake City. Los planes originales preveían completar la autopista a mediados de los años 1970, sin embargo, conflictos con grupos de ciudadanos sobre declaraciones sobre impactos medioambientales obligaron a la conclusión de la última sección de I-215 en 1989 entre las avenidas 6200 Sur y 4500 Sur de Holladay.

## Descripción

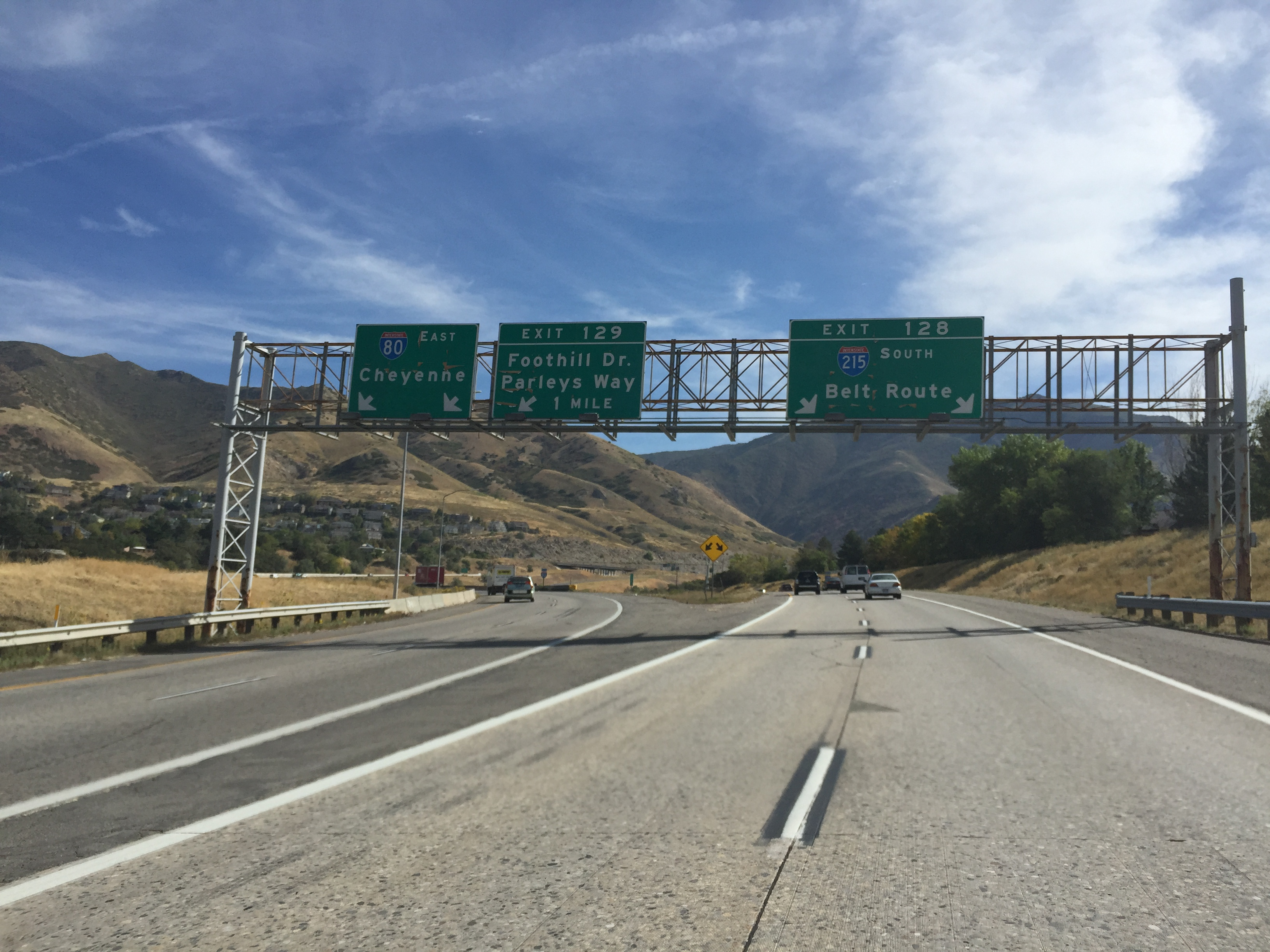
El terminus de I-215 en I-80, al este de Salt Lake City.

La I-215 empieza en un troncal en la boca del cañón Parleys en Millcreek a nivel del extremo sureste de Salt Lake City que conecta la I-80 proveniente del este con Foothill Drive (Ruta Estatal 186, o SR-186) y Parleys Way, ambas del norte. En esta intersección, la I-215 cuenta con tres extremos, una que conecta a la I-80 hacia Salt Lake City por el oeste, otra que hace conexión con Foothill Drive y Parleys Way hacia el norte y la tercera que cruza con la I-80 hacia el oeste por el cañón Parleys. Una vez unidas, la autopista se dirige al sur a lo largo del extremo este del Valle de Lago Salado a un costado de la ciudad de Millcreek con tres vías en cada dirección. La ruta se introduce por un área residencial de East Millcreek donde produce su primera intersección en su dirección sur, un distribuidor tipo diamante hacia la avenida 3300 Sur (SR-171) sin opción de salida para la vía I-215 norte. Posterior a esta intersección, la dirección norte I-215 produce su primera conexión que permite la entrada a la autopista por la avenida 3800 Sur. Una cuadra más al sur hay otra conexión parcial sin salida de la I-215 dirección norte a nivel de la avenida 3900 Sur. Al entrar por la ciudad de Holladay, la I-215 se dirige al sur pero rápidamente gira en dirección suroeste. La conexión a este nivel permite la salida de transportistas de la dirección norte de la I-215 a la bulevar Wasatch. En vista de las salidas parciales, a este nivel el anuncio vial de la intersección recibe el nombre de 3900 Sur y 3300 Sur. Luego de la siguiente salida que es hacia la avenida 4500 Sur (SR-266) para conductores de la I-215 en dirección sur, la autopista vuelve a tomar la orientación sur y empieza a descender hacia la colonia Knudsen de Holladay y Cottonwood Heights. Al llegar a este punto, la carretera dirección sur tiene un nivel más bajo que su homólogo en dirección norte. A la altura de la salida 6200 Sur en Holladay, las dos vías vuelven a retomar la misma altitud.

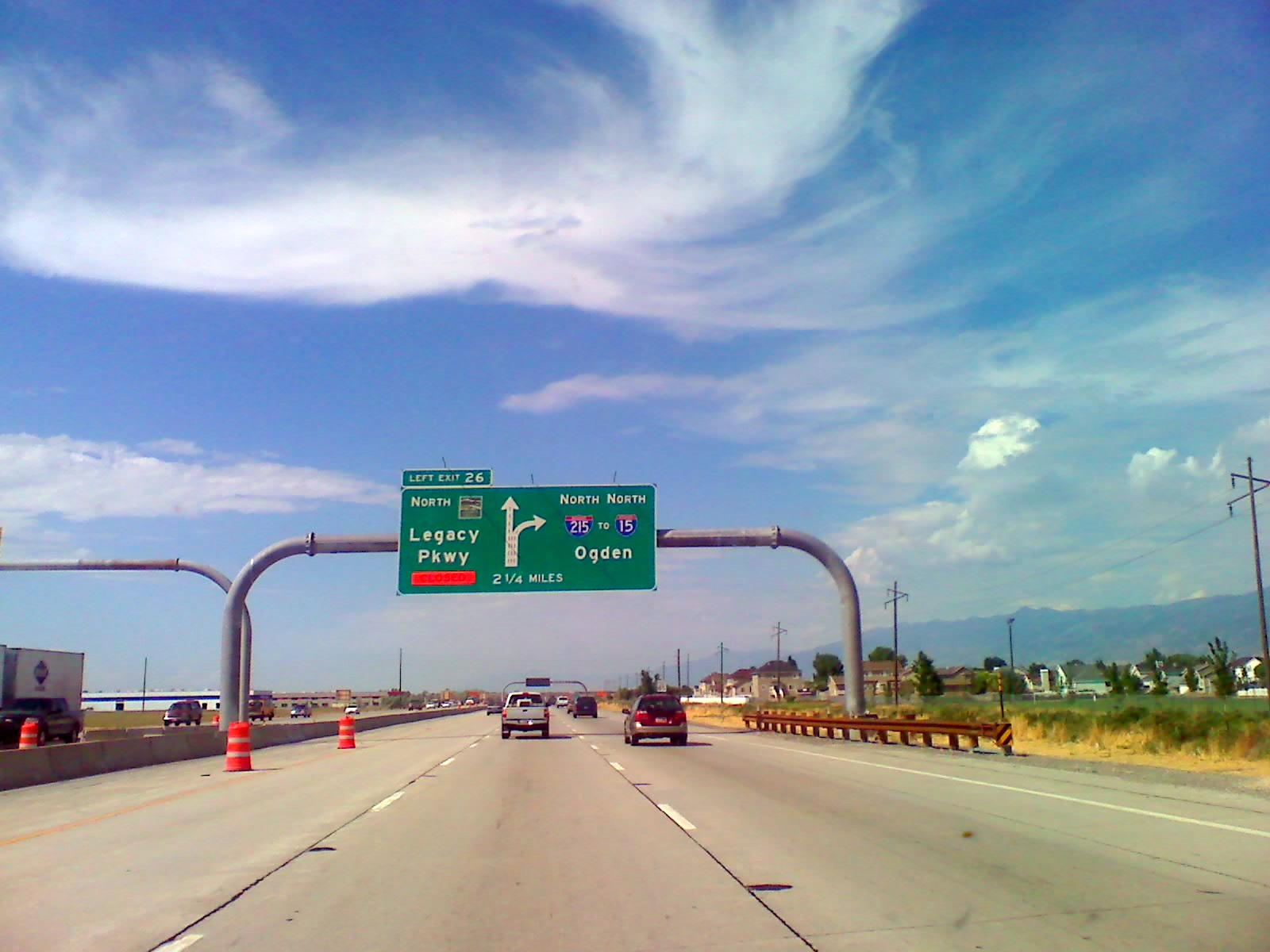
I-215 dirección norte acercándose a Legacy Parkway, al noroeste de Salt Lake City.

Cuando la autopista entra Cottonwood Heights, gira al oeste y se hunde por debajo del nivel de las comunidades que bordea. Es a este punto que produce la salida hacia la 2000 Este (SR-152). Esta intersección presenta una salida en pendiente que separa la dirección norte a la avenida 2000 Este de la sección este de la I-215. Pasada esta intersección, se crea una nueva salida a la Avenida Union Park la cual es igualmente en pendiente. La autopista se introduce por Murray y en dirección oeste conecta a los automovilistas con la 280 Este y State Street (Ruta de EE. UU. 89, o US-89). En dirección este se conecta con la State Street un poco más al oeste en una salida propia. La autopista gira al noroeste por un trayecto hasta conectarse con la I-15 (a menudo llamada Intersección Sur). A este nivel la autopista añade dos vías adicionales y revierte en altitud al mismo nivel de las comunidades que atraviesa. La autopista cruza sobre la I-15 y pierde una de sus vías al entrar Taylorsville donde gira al noroeste, cruzando el Río Jordan en el proceso. Correcto antes de un parcial cloverleaf intercambio en Carretera de Secuoya (SR-68) las vueltas de ruta al oeste uno tiempo final antes de girar del norte después del intercambio. La autopista continúa del norte y tiene otro parcial cloverleaf intercambio en 4700 Sur (SR-266). La ruta introduce Ciudad de Valle Del oeste y encuentra 3500 Sur (SR-171), donde su eastbound los caminos tienen un grado-rampa separada a northbound I-215. El nordeste de vueltas de la carretera e introduce una área industrial de Salt Lake City occidental. Después de lograr un cloverleaf intercambio en SR-201, las vueltas de ruta al norte otra vez. Allende un solo-señalar intercambio urbano en Avenida de California, la autopista continúa al norte.

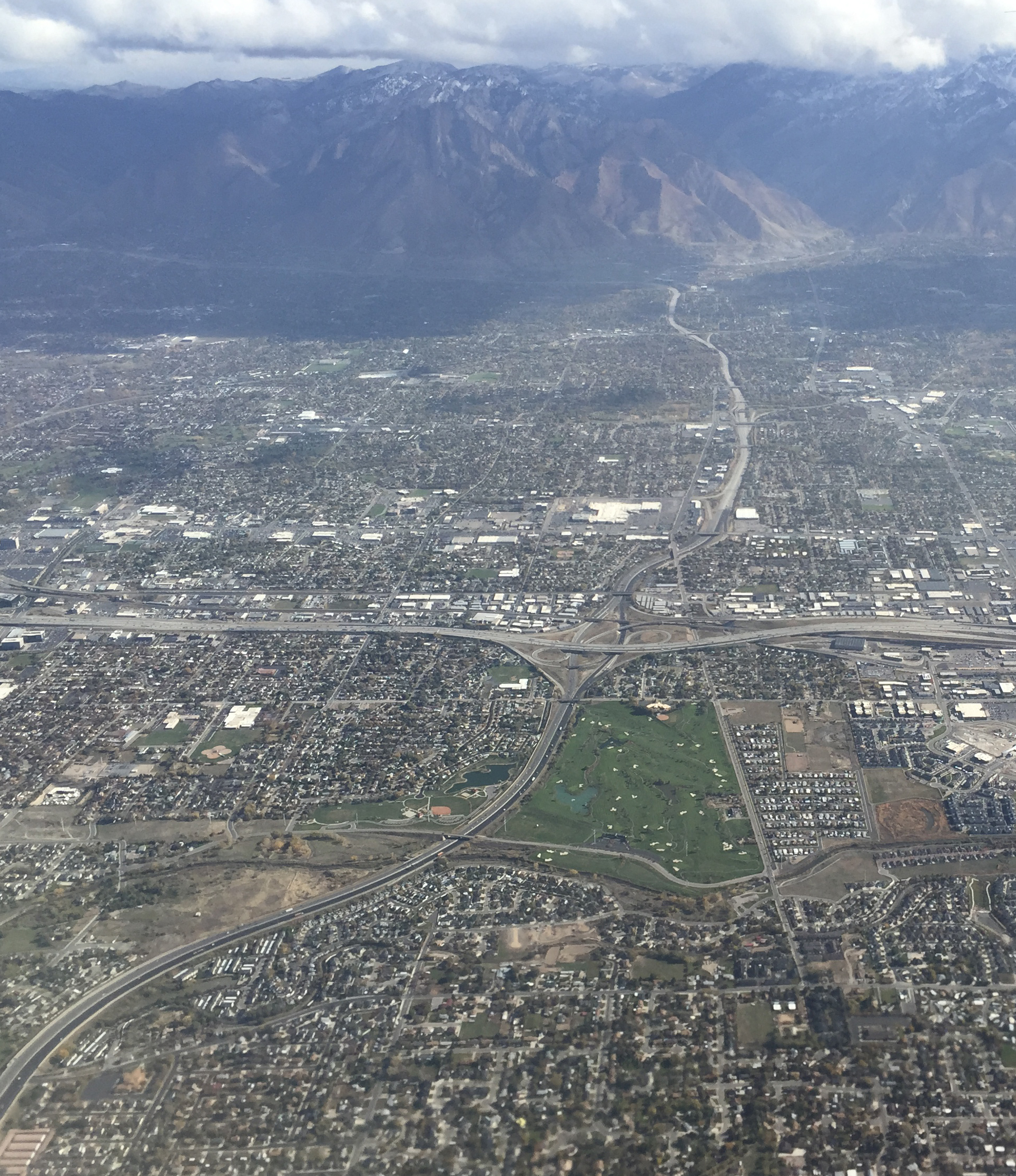
Vista Este a lo largo de la porción del sur de I-215

El siguiente distribuidor es de varios niveles haciendo unión con la I-80, Redwood Road, y la autopista de acceso al Aeropuerto Internacional de Salt Lake City. La autopista pierde un carril en cada dirección al pasar por el costado este del aeropuerto. Dos distribuidores tipo diamante cruzan hacia la 700 Norte y la otra a la 2100 Norte justo al entrar en el Condado de Davis. Luego de la 2100 Norte, la autopista se introduce por las áreas rurales del Condado de Salt Lake tomando un leve giro en dirección noroeste. La salida hacia Legacy Parkway le da conexión a los automovilistas desde el norte y los que viene en dirección sur por la Legacy Parkway. La carretera gira al este y pierde un carril en cada dirección. Finalmente es un distribuidor tipo diamante que le da salida hacia la SR-68 justo antes de que la autopista se fusiona a la I-15 en dirección norte en North Salt Lake.

## Historia

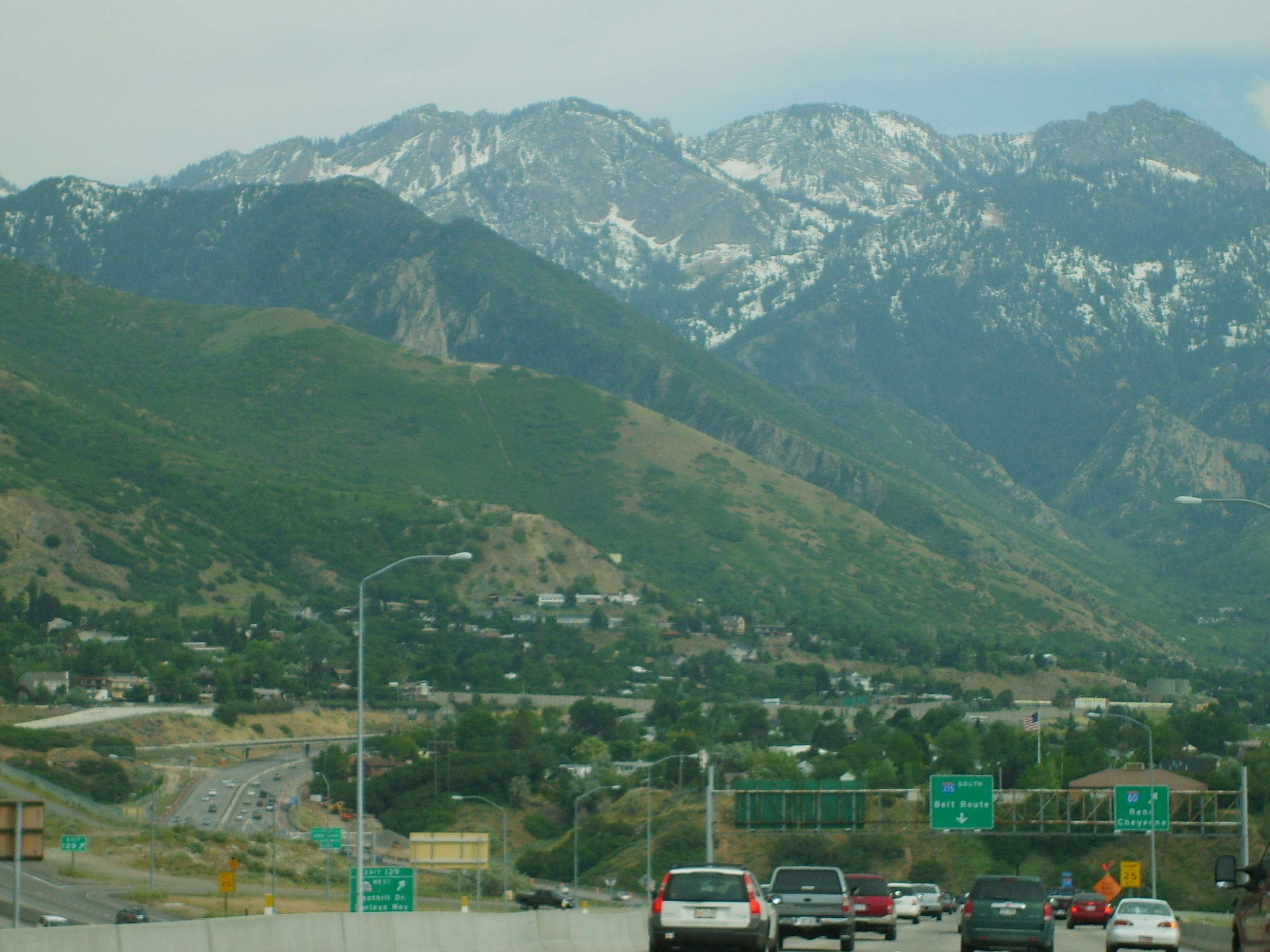
Dirección sur en el extremo sur de la SR-186 en el comienzo de la I-215 a nivel del cañón Parleys, al fondo.

Un esquema que muestra el año que abrió cada sección de la I-215.

La propuesta de una autopista que rodeara Salt Lake City comienza en 1955. El Departamento de Carretera de Utah (predecesor al Departamento de Transporte de Utah) consideró las propuestas a comienzos de 1958. El cuadrante suroeste de la ruta fue puesta originalmente en la intersección de la también propuesta Interestatal-15 a nivel de la ciudad de Murray en dirección noreste cortando por Murray y Holladay, hasta alcanzar el extremo este a nivel de la 3900 Sur. De allí, correría al norte hacia la boca del Cañón Parleys en la también propuesta interestatal-80 (US-40 en esos años). Casi inmediatamente el plan encontró oposición entre residentes locales del área, especialmente en vista que la propuesta autopista habría bisecado la principal zona residencial de Holladay, así como la porción sur de Murray. Después de más de dos años de deliberaciones y persistente oposición por parte de los residentes, el Departamento de Carreteras presentó su ruta en junio de 1960, el cual colocaba al cuadrante sureste tal como aparece en la actualidad. La propuesta calmó la crítica de muchos de los oponentes mientras que algunos permanecían en oposición, alegando que la ruta aún era demasiado intrusa a lo largo de las áreas residenciales. Igualmente el cuadrante occidental recibió oposición por estar demasiado cerca de otras arterias viales existentes. En noviembre de 1963, una porción corta de dos carriles en el cuadrante noroeste de la autopista abrió desde la Carretera Redwood (SR-68) en el Condado de Davis y en dirección sureste de la avenida 2100 Norte, a poca distancia norte del Aeropuerto Internacional de Salt Lake City. Esta porción de la carretera se extendió al este hasta alcanzar la I-15 en la ciudad de North Salt Lake y mejorada para alcanzar los estándares de autopistas en 1969.
La construcción del cuadrante sureste de la I-80 (para entonces reemplazando la US-40) desde el Cañón Parleys hasta la avenida 4600 Sur en Holladay empezó a mediados de 1965. Ello implicó que se realineara la Bulevar Wasatch a una ruta paralela y truncándola a nivel de la 3300 Sur. Con anterioridad a ello, el Bulevar Wasatch conectaba con la US-40. Esta sección de la I-80 hasta la 3300 Sur abrió en enero de 1967, y la porción de carretera que va de la 3300 Sur a la 4500 Sur abrió en noviembre de 1969.
Para 1973, la construcción progresaba en el cuadrante occidental entre la I-15 en Murray y SR-201 (llamada entonces US-40A/US-50A). La adquisición de terrenos se extendió para el resto del cuadrante sureste entre la 300 Este en Murray y 4600 Sur en Holladay. A pesar de las compras de tierras, uno grupo de ciudadanos de nombre Cottonwood Inc. detuvo la adquisición de derecho de vía debido a la carencia de una evaluación de impacto ambiental (EIA). Igual de polémica era la propuesta de un distribuidor estilo trébol hacia la avenida 2000 Este. A mediados de 1975 se publicó la EIA con cuatro alternativas principales: una la de no construir la intersección vial, lo cual dejaría en vacío al cuadrante sureste, segundo el construir la carretera a lo largo de la vía actual, sobre la 6400 Sur, tercero mover la porción suroeste más hacia el sur por las comunidades de Fort Union y Midvale hasta hacer conexión con la 7200 Sur, o carto extender la porción oriental más hacia el sur hasta la ciudad de Sandy y luego girar al oeste a lo largo de 9000 Sur. Cottonwood El inc. archivó una demanda legal que desafía la EIA. Entretanto, el tramo de la I-215 desde la SR-201 a la 280 Este en el cuadrante occidental en Murray abrió en noviembre de 1976.

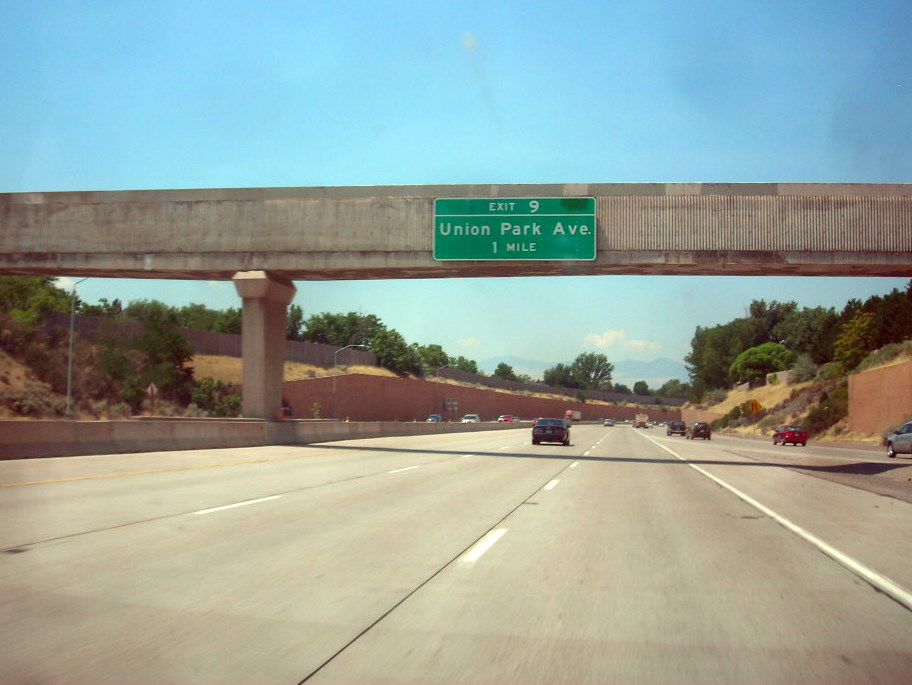
Dirección este de la I-215 vía la intersección de la Avenida Union Park

Después del año 1976, había espacios faltantes en la ruta I-215 desde la 2100 Norte en las inmediaciones del aeropuerto hasta la SR-201 y de la State Street en Murray hasta la 4600 Sur en Holladay. El primer paso en completar estos vacíos fue obtenido en junio de 1979 cuándo se construyó la intersetatal de la State Street a la 700 Este. La demanda por la Cottonwood Inc falló a favor del Departamento de Transporte de Utah en noviembre de 1979. En julio de 1985, se completó el segmento de la 280 Este hasta la Avenida Union Park. Para entonces, esta porción de la carretera era la más costosa del estado en términos de costo por milla, debido a que la carretera se encontraba en un nivel más bajo que las comunidades circundantes. El siguiente tramo abrió en 1987, la que va de la 2100 Norte en dirección sur hasta la I-80. Seguido luego por una sección entre la Avenida Union Park y la avenida 2000 Este, la cual abrió en noviembre de 1987, un tramo de autopista que igualmente se hallaba por debajo del nivel de las comunidades. El cuadrante occidental de la autopista estuvo completado en octubre de 1988, cerrando el vacío entre SR-201 e I-80 (aun así, el intercambio de Avenida de la California no fue abierto hasta mid-1989). En agosto de 1989, la carretera de 2000 Del este a 6200 Sur estuvo acabado, y la ruta de cinturón estuvo completada con el abriendo de autopista entre 4500 Del sur y 6200 Del sur en octubre de 1989.
Desde 1989, las principales modificaciones ocurrieron en la I-215 incluyendo la reconstrucción de la intersección sur con la I-15 en 2001, ensanchando la autopista de seis a ocho carriles desde la avenida 4700 Sur en Taylorsville a la I-15 en Murray en 2004, y en 2008 la adición de una intersección a nivel de la avenida Parkway Legacy. Los distribuidores de la 3300 Sur y 4500 Sur fueron reconstruidos en 2008 y 2007 respectivamente. En noviembre de 2017, se completó una reconstrucción del cuadrante suroeste desde la SR-201 a la 4700 Sur en Taylorsville. El proyecto de $105 millones reemplazó la superficie de concreto de la carretera, se añadireon vías auxiliares entre las salidas, se repavimentaron y ensancharon varios puentes, y se reemplazaron dos puentes importantes sobre la SR-201.
Cuando parte de la propuesta original de construir un cinturón vial alrededor de Salt Lake City, el cuadrante sureste recibió la nomenclatura I-415. Para mantener continuidad en la autopista, en 1969 el número 415 fue reemplazado a favor de I-215 que cubre la ruta entera.